# Gessie
Gessie är en småort i Vellinge kommun och kyrkby i Gessie socken på Söderslätt i Skåne. Orten ligger mellan Hököpinge och Tygelsjö längs med gamla landsvägen mellan Vellinge och Malmö. 
Gessie består av några få hus, bondgårdar och Gessie kyrka. Dessutom finns ett plåtslageri och en montessoriförskola.
Gessie förtätades genom utbyggnad 2017 efter att landsvägen till Gessie Villastad dragits om norr om kyrkan. Bebyggelsen liknar nu en mer sammanhängande by där Gessie kyrka med kringliggande hus knyts ihop med bykärnan.

## Befolkningsutveckling
| Befolkningsutvecklingen i Gessie | Befolkningsutvecklingen i Gessie | Befolkningsutvecklingen i Gessie | Befolkningsutvecklingen i Gessie | Befolkningsutvecklingen i Gessie |
| -------------------------------- | -------------------------------- | -------------------------------- | -------------------------------- | -------------------------------- |
|                                  |                                  |                                  |                                  |                                  |
| År                               |                                  |                                  | Invånare                         |                                  |
| 1995                             | 1995                             |                                  | 66                               | 66                               |
| 2000                             | 2000                             |                                  | 66                               | 66                               |
| 2005                             | 2005                             |                                  | 52                               | 52                               |
| 2010                             | 2010                             |                                  | 59                               | 59                               |
| 2010                             | 2010                             |                                  | 91                               | 91                               |
| Källa: SCB - Småort              |                                  |                                  |                                  |                                  |